# Samba Diallo
Samba Diallo (Ziguinchor, 5 gennaio 2003) è un calciatore senegalese, attaccante dell'Hapoel Gerusalemme in prestito dalla Dinamo Kiev.

## Carriera

### Club
È cresciuto nel settore giovanile dell'AF Darou Salam e nel 2021 è stato acquistato dalla Dinamo Kiev. Ha debuttato il 27 ottobre 2022 nell'incontro di UEFA Europa League pareggiato 3-3 contro l'AEK Larnaca ed ha segnato il suo primo gol il 12 maggio 2024 nella trasferta di Prem"jer-liha vinta 2-1 contro il Ruch L'viv.
Il 13 settembre 2024 è passato in prestito all'Hapoel Gerusalemme.

### Nazionale
Ha giocato nella nazionale senegalese Under-17.
Nel 2023 ha partecipato con il Senegal Under-20 alla Coppa d'Afica Under-20, vinta in finale contro il Gambia; è stato inoltre incluso nella squadra ideale della competizione. Alcuni mesi dopo ha partecipato anche al campionato mondiale di categoria.

## Statistiche

### Presenze e reti nei club
Statistiche aggiornate al 23 gennaio 2025.
| Stagione        | Squadra            | Campionato      | Campionato | Campionato | Coppe nazionali | Coppe nazionali | Coppe nazionali | Coppe continentali | Coppe continentali | Coppe continentali | Altre coppe | Altre coppe | Altre coppe | Totale | Totale | Totale |
| Stagione        | Squadra            | Comp            | Pres       | Reti       | Comp            | Pres            | Reti            | Comp               | Pres               | Reti               | Comp        | Pres        | Reti        | Pres   | Reti   |        |
| --------------- | ------------------ | --------------- | ---------- | ---------- | --------------- | --------------- | --------------- | ------------------ | ------------------ | ------------------ | ----------- | ----------- | ----------- | ------ | ------ | ------ |
| 2022-2023       | Dinamo Kiev        | PL              | 1          | 0          | -               | -               | -               | UEL                | 2                  | 0                  | -           | -           | -           | 3      | 0      |        |
| 2023-2024       | Dinamo Kiev        | PL              | 10         | 1          | CU              | 1               | 0               | UECL               | 3                  | 0                  | -           | -           | -           | 14     | 1      |        |
| 2024-2025       | Hapoel Gerusalemme | LHA             | 14         | 2          | CI+TC           | 0               | 0               | -                  | -                  | -                  | -           | -           | -           | 14     | 2      |        |
| Totale carriera | Totale carriera    | Totale carriera | 25         | 3          |                 | 1               | 0               |                    | 5                  | 0                  |             | -           | -           | 31     | 3      |        |